# 1924年シャモニー・モンブランオリンピックのスピードスケート競技
1924年シャモニー・モンブランオリンピックのスピードスケート競技（1924ねんシャモニー・モンブランオリンピックのスピードスケートきょうぎ）は、1924年1月26日から1月27日までの競技日程で実施された。

## 概要
男子のみ5種目が実施された。なお、この大会のみ実施された男子総合は、他の4種目の成績をポイント化し争われた。

## 競技結果
| 種目       | 金                                            | 金        | 銀                                        | 銀        | 銅                                        | 銅        |
| ---------- | --------------------------------------------- | --------- | ----------------------------------------- | --------- | ----------------------------------------- | --------- |
| 男子500m   | チャールズ・ジュートロー アメリカ合衆国 (USA) | 44秒0     | オスカー・オルセン ノルウェー (NOR)       | 44秒2     | ロアルト・ラルセン ノルウェー (NOR)       | 44秒8     |
| 男子500m   | チャールズ・ジュートロー アメリカ合衆国 (USA) | 44秒0     | オスカー・オルセン ノルウェー (NOR)       | 44秒2     | クラス・ツンベルグ フィンランド (FIN)     | 44秒8     |
| 男子1500m  | クラス・ツンベルグ フィンランド (FIN)         | 2分20秒8  | ロアルト・ラルセン ノルウェー (NOR)       | 2分22秒0  | シグルト・モーエン ノルウェー (NOR)       | 2分25秒6  |
| 男子5000m  | クラス・ツンベルグ フィンランド (FIN)         | 8分39秒0  | ユリウス・スクートナブ フィンランド (FIN) | 8分48秒4  | ロアルト・ラルセン ノルウェー (NOR)       | 8分50秒2  |
| 男子10000m | ユリウス・スクートナブ フィンランド (FIN)     | 18分04秒8 | クラス・ツンベルグ フィンランド (FIN)     | 18分07秒8 | ロアルト・ラルセン ノルウェー (NOR)       | 18分12秒2 |
| 男子総合   | クラス・ツンベルグ フィンランド (FIN)         | 5.5点     | ロアルト・ラルセン ノルウェー (NOR)       | 9.5点     | ユリウス・スクートナブ フィンランド (FIN) | 11.0点    |

## 各国メダル数
| 順 | 国・地域             | 金 | 銀 | 銅 | 計 |
| -- | -------------------- | -- | -- | -- | -- |
| 1  | フィンランド (FIN)   | 4  | 2  | 2  | 8  |
| 2  | アメリカ合衆国 (USA) | 1  | 0  | 0  | 1  |
| 3  | ノルウェー (NOR)     | 0  | 3  | 4  | 7  |